# Daldinia grandis
Daldinia grandis är en svampart som beskrevs av Child 1932. Daldinia grandis ingår i släktet Daldinia och familjen kolkärnsvampar.   Inga underarter finns listade i Catalogue of Life.